# Киркеволль, Поль Александер
Поль Александер Киркеволль (норв. Pål Alexander Kirkevold; род. 10 ноября 1990, Ре, Эстланд) — норвежский футболист, нападающий клуба «Хам-Кам» и сборной Норвегии.

## Клубная карьера
Киркеволль начал профессиональную карьеру в клубе «Хам-Кам». 3 апреля 2011 года в матче против «Аскера» он дебютировал в Первой лиге Норвегии. 3 июля в поединке против «Конгсвингера» Поль забил свой первый гол за «Хам-Кам». В начале 2012 года Киркеволль присоединился к «Мьёндалену». 9 апреля в матче против «Алта» он дебютировал за новую команду. В этом же поединке Поль забил свой первый гол за «Мьёндален». 8 сентября 2013 года в матче против «Конгсвингера» он сделал хет-трик. По итогам того сезона Поль стал лучшим бомбардиром команды.
В начале 2014 года Киркеволль перешёл в «Саннефьорд». 6 апреля в матче против «Улл/Киса» он дебютировал за новый клуб. В этом же поединке Поль забил свой первый гол за «Саннефиорд». По итогам сезона Киркеволль стал лучшим бомбардиром Первой лиги и помог команде выйти в элиту. 6 апреля 2015 года в матче против «Будё-Глимт» он дебютировал в Типпелиге.
Летом 2015 года Киркеволль перешёл в датский «Хобро». В матче против «Орхуса» он  дебютировал в датской Суперлиге. 28 сентября в поединке против «Эсбьерга» Поль забил свой первый гол за «Хобро». В начале 2016 года Киркеволль на правах аренды вернулся на родину, став игроком «Сарпсборг 08». 3 апреля в матче против «Согндаля» он дебютировал за новый клуб. 24 апреля в поединке против «Мольде» Поль сделал «дубль», забив свои первые голы за «Сарпсборг 08». После окончания аренды он вернулся в «Хобро» и забив в 14 матчах 9 мячей помог команде вернуться в элиту. 30 апреля 2018 года в матче против «Хельсингёра» Поль сделал хет-трик. По итогам сезона забив 22 мяча он стал лучшим бомбардиром чемпионата.

## Международная карьера
11 ноября 2017 года в товарищеском матче против сборной Македонии Киркеволль дебютировал за сборную Норвегии, заменив в конце второго тайма Александера Сёрлота.

## Статистика

### Матчи Киркеволля за сборную Норвегии
| Матчи Киркеволля за сборную Норвегии | Матчи Киркеволля за сборную Норвегии | Матчи Киркеволля за сборную Норвегии | Матчи Киркеволля за сборную Норвегии | Матчи Киркеволля за сборную Норвегии | Матчи Киркеволля за сборную Норвегии |
| ------------------------------------ | ------------------------------------ | ------------------------------------ | ------------------------------------ | ------------------------------------ | ------------------------------------ |
| №                                    | Дата                                 | Соперник                             | Счёт                                 | Голы Киркеволля                      | Соревнование                         |
| 1                                    | 11 ноября 2017                       | Македония                            | 0:2                                  | —                                    | Товарищеский матч                    |

Итого: 1 матч / 0 голов; 0 побед, 0 ничьих, 1 поражение.

## Достижения
«Саннефьорд»
- Победитель Первого дивизиона Норвегии: 2014

«Хобро»
- Победитель Первого дивизиона Дании: 2016/17

Индивидуальные
- Лучший бомбардир Чемпионата Дании (22 мяча) — 2017/18
- Лучший бомбардир Первой лиги Норвегии (19 голов) — 2014